# Pierre Alexandre François Chevillard
Pierre Alexandre François Chevillard (Anvers, 15 de gener de 1811 - París, 20 de desembre de 1877) fou un violoncel·lista i compositor francès.

Ingrés en el conservatori de París el 1820 tenint per mestre a Morblins; el 1831 formà part de l'orquestra del teatre Italià, i després, el 1853 junt amb Maurin (1822-1894), Sabatier i Mas, fundà el Quartet Maurin que s'especialitzà en l'execució dels quartets de Beethoven, que va merèixer els elogis dels crítics tant, per l'impecable execució comper fidelitat de la interpretació. El 1855 el quartet realitzà una gira per Alemanya, i com molt bé diu Fétis, 
| « | <allà es prodigaren calorosos aplaudiments a la interpretació més perfecta que s'hagi sentit de la música més difícil de conjunt que existeix> | » |

El 1859 succeí a Varlin com a professor de violoncel del Conservatori de París. Va escriure un Méthode compléte de violoncelle i diverses peces per aquest instrument.